# Patrick A. Baeuerle
Patrick Alexander Baeuerle (* 24. November 1957 in Friedrichshafen) ist ein deutscher Molekularbiologe und Honorarprofessor für Immunologie an der Universität München (LMU). Seit dem Jahre 2015 ist er für das Risikokapitalunternehmen MPM Capital in den USA und in Europa tätig. Gemäß einer Erhebung des Institute for Scientific Information (ISI) war Baeuerle Deutschlands meistzitierter biomedizinischer Forscher der 1990er Jahre.

## Leben
Er studierte Biologie an der Universität Konstanz und promovierte bei Wieland Huttner am Max-Planck-Institut für Neurobiologie in Martinsried, und am Europäischen Molekularbiologischen Laboratorium (EMBL) in Heidelberg.
Nach einem Forschungsaufenthalt in den USA bei Nobelpreisträger David Baltimore am Whitehead Institute des MIT in Cambridge, Massachusetts, übernahm Baeuerle die Leitung einer Forschergruppe am Genzentrum in Martinsried, wo er sich an der Fakultät für Chemie und Pharmazie der LMU habilitierte. 1993 folgte er einem Ruf als Ordinarius an das Institut für Biochemie und Molekularbiologie der medizinischen Fakultät der Albert-Ludwigs-Universität in Freiburg. Bereits nach drei Jahren wechselte Baeuerle als Leiter der pharmazeutischen Wirkstoffsuche von Tularik, Inc. (heute Amgen) in die biotechnologische Industrie nach San Francisco. Nach seiner Rückkehr übernahm er 1998 den Vorstand für Forschung und Entwicklung der Micromet AG in München, die von Gert Riethmüller und Kollegen an der LMU ausgegründet wurde. Mit Übernahme von CancerVax durch Micromet im Jahre 2006 wurde Baeuerle Chief Scientific Officer des nun an der US-Technologiebörse NASDAQ gelisteten Unternehmens mit Firmensitz im US-Bundesstaat Maryland und Forschungszentrum in München. Nachdem Micromet im Jahre 2012 von Amgen gekauft wurde, blieb Baeuerle für drei Jahre als Vizepräsident für Forschung und als Standortleiter der neu gegründeten Amgen Research Munich GmbH bei dem US-Konzern, bevor er im Jahre 2015 zum Risikokapitalunternehmen MPM Capital wechselte.

## Forschungsaktivitäten
Baeuerle hat zehn Jahre über den Transkriptionsfaktor NF-kappa-B geforscht. So entdeckte er die Untereinheit I-kappa-B, die den NF-kappa-B-Komplex kontrolliert, sowie die Untereinheit p65/RelA, die die Genaktivierung durch NF-kappa-B vermittelt. Weitere Arbeiten von Baeuerle klärten den grundlegenden Aktivierungsmechanismus von NF-kappa-B auf, wiesen den Genschalter erstmals im Nervensystem nach, und entdeckten eine Rolle von NF-kappa-B als redox-sensitivem Transkriptionsfaktor, sowie bei diversen Entzündungserkrankungen.
Seit 1998 forscht Baeuerle über das therapeutische Potenzial von bispezifischen BiTE-Antikörpern bei diversen Krebserkrankungen. Der von ihm mitentwickelte BiTE-Antikörper Blinatumomab (Handelsname: Blincyto), wurde im Jahre 2014 in den USA und im Jahre 2015 in der EU zur Therapie von Patienten mit akuter lymphatischer Leukämie zugelassen. Baeuerle ist Verfasser von über 230 bei MedLine gelisteten, wissenschaftlichen Artikeln. Auch hat er fünf Kindersachbücher zu biologischen Themen verfasst.

## Auszeichnungen und Ehrungen
- 1983–1987: Stipendiat der Max-Planck-Gesellschaft und des EMBL
- 1987–1989: Auslandsstipendiat der Deutschen Forschungsgemeinschaft
- 1991–1993: Karl-Winnacker-Stipendium der Hoechst AG
- 1993: Erster Preisträger des Prix Européen de l’Avenir
- 1994: Mitglied der European Molecular Biology Organization[8]
- 1997: Ranking durch ISI unter den 50 meistzitierten biomedizinischen Forschern weltweit (Platz 38)
- 2021: Aufnahme als Mitglied in die Nationale Akademie der Wissenschaften Leopoldina[9]

## Schriften (Auswahl)
- Biochemische und zellbiologische Studien über die Tyrosinsulfatierung von Proteinen. Dissertation, Universität München, 1987
- Inducible gene expression, 2 Bände. Birkhäuser, Boston / Basel / Berlin 1995, ISBN 3-7643-3800-8